# Paneuropäischer Stückgutverkehr
Als Paneuropäischer Stückgutverkehr wird die Distribution von Stückgut in Europa zu Lande, zu Wasser und in der Luft bezeichnet.
Der Wettbewerb im europäischen Stückgutmarkt findet überwiegend im speditionellen Landverkehr statt. Die weitestgehend auf den Luftverkehr basierenden Integrator-Verkehre sind aufgrund des hohen Automatisierungsgrads und den damit verbundenen Gewichts- und Volumengrenzen nicht in der Lage, klassische Stückgüter zu befördern. Hier gehen die Integrators Kooperationen mit etablierten Stückgutspeditionen ein, um den Kunden ein breites Spektrum von Dienstleistungen anzubieten.

## Allgemeines
Einen Stückgutverkehr der Bahn gibt es in Deutschland nicht mehr. Die Unternehmenspolitik bestand darin, diesen Marktbereich ohne weitere Investitionen auslaufen zu lassen, da er als hoch defizitär galt. Zugunsten positiver Deckungsbeiträge wurde er bis zur Ausfirmierung in Bahntrans gehalten. Nach dem Verkauf der Bahntrans an die belgische ABX Logistics wurden die Verkehre weitestgehend mit dem LKW befördert.
Dies bedeutet  nicht, dass keine Stückgutverkehre auf der Schiene stattfinden. Vielmehr überlässt die Bahn die Sendungsbündelung den Speditionen, die dann im kombinierten Verkehr oder im klassischen Einzelwagenverkehr die Bahn als Frachtführer einsetzen. Rund 70 % der EU Transporte (gemessen in tkm) finden über eine Distanz von 150 Kilometer und mehr statt und sind somit grundsätzlich auch bahnaffin. Um die Leistungsfähigkeit des Einzelwagenverkehrs zu steigern konzentriert sich die DB Cargo AG im Rahmen des Sanierungskonzeptes MORA C auf die rund 320 Großkunden, die 85 Prozent der Umsätze ausmachen. Im Gegensatz zur französischen Bahn SNCF, die den Wagenladungsverkehr gänzlich eingestellt hat, betont die DB Cargo ausdrücklich die Wichtigkeit dieses Angebotes für das eigene Unternehmen. Durch die unterschiedliche Bedeutung des Stückgutgeschäfts für die einzelnen europäischen Bahngesellschaften wird der europaweite Bahnversand jedoch in der Leistungsfähigkeit stark eingeschränkt.
Von den ca. 3300 Speditionsbetrieben in Deutschland bieten 47 % ihren Kunden Stückgutleistungen an, wobei 26 % dieses als einen Leistungsschwerpunkt sehen. Zu ähnlichen Zahlen gelangt die Dr.-Städtler-Logistikstudie in der 24 % der Speditionsteilnehmer angaben, im Sammelgutverkehr tätig zu sein. 16 % bieten hierbei nationale Stückgutverkehre und 8 % internationale Stückgutverkehre an. Gravierende Unterschiede gibt es beim Leistungsbereich Paket- und Expressdienst. Während die BSL-Studie einen Leistungsschwerpunkt bei 11 % der Unternehmen angibt, sind dies bei der Städtler-Studie nur 4 %. Zwar befindet sich besonders der KEP Markt in einer Expansionsphase, doch kann dieser signifikante Unterschied nicht alleine durch ein Wachstum innerhalb eines Jahres erklärt werden. Grundsätzlich liegt zur Entwicklung des deutschen Kleingutmarktes nur eine sehr schlechte Datenlage vor.

## Übersicht von Anbietern europäischer Stückgutverkehre im Güterkraftverkehr

### Bedeutung des Mittelstandes
Der Deutsche Transportmarkt zeichnet sich durch eine starke Repräsentanz von kleinen und mittelständischen Unternehmen (KMU) aus. Von den ca. 128.000 Transportunternehmen in Deutschland sind 23.200 Unternehmen dem Mittelstand zuzuordnen; die überwiegende Zahl von 104.000 sind Kleinbetriebe. Diese starke Präsenz von KMU im Bereich der Frachtführer ist auch bei den ca. 3300 Speditionsbetrieben zu sehen. Nur wenige Unternehmen sind als Konzernspeditionen und multinationale Unternehmen wirklich den Großunternehmen zuzuordnen.
Die Vorteile eines meist inhabergeführten KMUs liegen, durch die enge Verknüpfung zwischen wirtschaftlichem Erfolg und der Leitungsperson selbst, den flachen Hierarchien und einer häufig vorzufindenden Einheit aus Unternehmer (Eigentümer) und Unternehmen (Beschäftigte) in einer starken Innovationskraft und Flexibilität, da neue Ideen in solchen Organisationsformen leichter durchzusetzen sind. Verknüpft mit einer Nähe zum Kunden ergibt sich gerade für die Logistik ein entscheidender Wettbewerbsvorteil gegenüber großen Konzernspeditionen. So vergeben die Unternehmen ca. 37 % aller Transporte vorzugsweise an regional Dienstleister.
Durch die Europäisierung der Beschaffungs- und Vertriebswege und durch das verstärkte Outsourcing intelligenter Dienstleistungen wandelt sich das Tätigkeitsspektrum von klassischen Speditionen entscheidend. Der Wandel vom Frachtführer, über den Spediteur und Logistikdienstleister zum Logistiksystem-Entwicklungspartner erfordert neben den klassischen Vorteilen von KMUs auch Schnelligkeit, IT-Kompetenz und eine Internationalisierung. Jedoch ist eine anspruchsvolle IT-Technologien häufig mit einem hohen Finanzbedarf verbunden und eine Internationalisierung für viele KMU schwer umsetzbar.
Von jeher gab es bei Verkehrsunternehmen in Form von Korrespondenzbeziehungen Kooperationen auf horizontaler Ebene. Durch die Anforderungen des Marktes hat sich das Franchising als engerer Zusammenschluss für bestimmte Branchen-segmente durchgesetzt. Durch solche Kooperationen können die Vorteile von Großunternehmen, die vor allem in der europäischen Flächenpräsenz liegen, erschlossen und mit den eigenen Wettbewerbsvorteilen, der Anpassungs-fähigkeit an kundenspezifische Wünsche, kombiniert werden. Im Bereich paneuropäischer Stückgutverkehre haben sich mindestens 10 Kooperationen herausgebildet, bei denen die meisten auf das Konzept des Franchising zurückgreifen. Stückgutverkehre außerhalb von spezialisierten Teilmärkten müssen sich dem Wettbewerb mit leistungsfähigen Großspeditionen stellen.

### Franchising bei KMU-Sammelgutspeditionen
Bei Verkehrsbetrieben stellt Franchising eine mögliche Kooperationsform dar, um auf horizontaler Ebene nationale und internationale Netze aufzubauen, Transportleistungen zu koordinieren und eine zentral verwaltete Marke mit einheitlichen Leistungen aufzubauen und anzubieten.
Die amerikanischen Definitionen von Franchising sind sehr weitgefasst und kollidieren nach europäischem und deutschem Verständnis vor allem mit der Problematik um die Scheinselbständigkeit. Die in der deutschen Literatur gängige Definition aus dem Jahre 1968 vernachlässigt die Pflichten des Franchisegebers, da zu diesem Zeitpunkt potentielles kriminelles Verhalten wohl noch nicht bedacht worden ist. Die Rechtsprechung hat 1986 im sogenannten Eismann-Urteil ihre Definition für Franchising gegeben. Die Definition der European Franchising Federation (EFF) beinhaltet fünf wesentliche Kernpunkte. Demnach ist Franchising
- (1) ein Vertriebssystem für Dienstleistungen und/oder Technologien
- (2) auf kooperativer Basis rechtlich selbständiger Unternehmen. Inhalt des Franchisingvertrages ist
- (3) das Nutzungsrecht an der Marke, technischem Know-how, organisatorischer Methoden und Konzepte und die
- (4) laufende technische und betriebswirtschaftliche Unterstützung sowie Ausbildung durch den Franchisegeber. Hierfür erhält
- (5) der Franchisegeber ein direktes oder indirektes Entgelt.

Entscheidend ist, dass der Franchisenehmer weiterhin im eigenen Namen und für eigene Rechnung handelt und somit sich stets fragen muss, ob der wirtschaftliche Nutzen die zu zahlenden Entgelte übersteigen. Besonders bei Osteuropaverkehr besteht die Gefahr, dass Franchisenehmer durch zu geringe Einspeisung in das System nicht rentabel arbeiten. Um die Qualität der Marke zu bewahren, ist hier auch der Franchisegeber gefordert dies möglichst vor Abschluss eines Franchisevertrages zu erkennen.
Stückgutspeditionen bietet das Franchising den Vorteil eines Zugangs zu einem fertigen Verteilsystem mit einer eingeführten Marke und einem einheitlichen Auftritt. Dadurch kann sich die Spedition auf ihre Kompetenz, die Organisation des Gütertransports, konzentrieren und das Marketing und die Werbemaßnahmen an die Systemzentrale abgeben. Zusätzlich werden die Franchisenehmer dadurch entlastet, dass die Systemzentrale die Pflege und Weiterentwicklung der IT-Systeme, das juristische Vertragswesen und auch fallweise die Personalentwicklung übernimmt. Damit kann der Finanzbedarf eines KMUs auf der einen Seite gesenkt werden, die Kapitalbeschaffung auf der anderen Seite aber durch die starke Marke erheblich erleichtert werden. Sowohl vom Franchisegeber als auch vom Franchisenehmer sollte aber darauf geachtet werden, dass trotz der rechtlichen Selbständigkeit keine separate Organisation der Unternehmen erfolgt, sondern eine abgestimmte Ablauforganisation etabliert wird.

## Problemfelder paneuropäischer Stückgutverkehre
Im Folgenden werden Problemfelder im Stückgutverkehr systematisch erfasst, auszugsweise näher betrachtet und Entwicklungstendenzen aufgezeigt.

### Analyserahmen
Die Leistungsfähigkeit (performance [P]) eines europäischen Stückgutnetzwerkes, gemessen zum Beispiel an der durchschnittlichen Geschwindigkeit eines Transportes von einer beliebigen Quelle zu einer beliebigen Senke, wird durch die zwei Variablen der Nachfrage- und der Netzwerkintensität bestimmt. Während die Nachfrageintensität sich aus dem Quotienten der beiden Variablen Transportnachfrage (demand [D]) und Netzkapazität (capacity [C]) ergibt, handelt es sich bei der Netzwerkintensität (cohesiveness [H]) um einen mehrdimensionale und multivariate Variable. Somit gilt allgemein der mathematische Funktionszusammenhang P=ƒ(D/C, H).
Innerhalb der Leistungserstellung bei paneuropäischen Stückgutverkehren kann zwischen der statischen Gestaltung des Netzwerkes, in physischer und organisatorischer Form, und der dynamischen Form der Produktionsprozesses unterschieden werden. Hierzu zählen (1) die Wahl des Verkehrsträgers, (2) die Technologie im Sinne der Prozessgestaltung im Rahmen von Transport, Umschlag und Lagerung und (3) die Verwendung von neuen Informations- und Kommunikationstechnologien (IuK).
Zur Identifikation von Problemfeldern innerhalb der für die Netzwerkleistung verantwortlichen Kriterien der Netzwerkkapazität, Netzwerknachfrage und Netzwerkintensität wird das Konzept der Kommunikationsbarrieren nach Nijkamp und Rietveld (1989) verwendet. Danach werden unter Kommunikationsbarrieren alle Hindernisse in Raum und Zeit verstanden, die - über das übliche Ausmaß zur Überwindung hinausgehend - den problemlosen Transfer oder die freie Bewegung von Informationen und Aktivitäten einschränken. Kommunikationsbarrieren können in natürliche und in von Menschen geschaffenen Barrieren eingeteilt werden. Zu den natürlichen zählen:
1. Barrieren, die durch unterschiedliche Zeitzonen entstehen,
2. physische Barrieren (physical barriers) wie etwa Berge (Alpen, Pyrenäen) oder Meere (z. B. zwischen Großbritannien und dem Kontinent) und
3. Kostenbarrieren (cost barriers), die aufgrund der ersten beiden natürlichen Barrieren aufgebracht werden müssen.

Zu den von Menschen selbstgeschaffenen Kommunikationsbarrieren zählen:
1. Politische Barrieren, die innerhalb von Europa in die Gruppen des (a) Binnenmarktes der EU mit weitestgehend harmonisierten nationalen Regelungen und Verordnungen, der Gruppe der (b) Visegrád-Staaten, zu denen Polen, Tschechien, die Slowakei und Ungarn gehören und die Gruppe der (c) verbleibenden Staaten Mittel- und Osteuropas eingeteilt werden können,
2. technische Barrieren,
3. Sprachbarrieren und
4. kulturelle Barrieren.

### Natürliche Barrieren
Innerhalb von paneuropäischen Stückgutverkehren haben Barrieren aufgrund von Zeitzonen im Gegensatz zu den physischen Barrieren eine untergeordnete Bedeutung. Die meisten physischen Barrieren können durch die Entwicklung und den Ausbau der Infrastruktur überwunden werden. Dies zeigt sich besonders in den Staaten der Visegrád-Gruppe, die seit 1989 ihre Infrastruktur wesentlich verbessert haben, so dass die Erreichbarkeit von beispielsweise Zentralpolen, gemessen am Peripherieindex, inzwischen mit der Norditaliens vergleichbar ist. Für die anderen Mittel- und Osteuropäischen Staaten stellt die Infrastruktur jedoch noch ein großes Problemfeld dar. Hierbei sind die Kostenbarrieren von entscheidender Bedeutung. Der internationale Druck auf wichtige strategische Verbindungen ermöglicht die schnellere Realisierung, also geringere Kostenbarrieren, als lokale Projekte. Aber auch in der EU ergeben sich Infrastrukturprobleme. So spiegelt sich die zentralistische Struktur Frankreichs in dem ebenfalls zentralistischen Aufbau der Straßen mit nur wenigen Verbindungen zu angrenzenden Ländern, wider.

### Künstliche Barrieren

#### Politisch-rechtliche Barrieren
Zur Struktur des Netzwerkes zählt die physische Konfiguration und der institutionelle Organisationsaufbau, zu dem unter anderem auch das Franchising zählt. Jedes physische Netzwerk umfasst ein geographisches Gebiet und wird somit von lokalen, regionalen, nationalen oder auch multinationalen politisch-rechtlichen Faktoren beeinflusst, die auf die Gestaltung der Knoten und Kanten einwirken. Hierzu zählen unter anderem die Niederlassungsfreiheit, die Wahl der Rechtsformen und die Vertragsgestaltung. Während die Niederlassungsfreiheit in den Staaten der EU vollständig gegeben ist, wird vor allem bei einem möglichen Beitritt neuer Länder zur EU eine Einschränkung der Niederlassungsfreiheit diskutiert.
Die Wahl der Rechtsform hängt unter anderem neben den Haftungs- und Risikobeschränkungen und den Finanzierungsmöglichkeiten auch von den Einflüssen der laufenden und einmaligen Besteuerung ab. Schon allein durch die unterschiedlichen Steuerrechte zwischen und in allen drei politisch-rechtlichen Gebieten ergeben sich lokale Besonderheiten.
Innerhalb der Vertragsgestaltung ergeben sich rechtliche Probleme vor allem bei der Gestaltung von europäischen Franchise-Verträgen, da es kein einheitliches Franchise-Recht in Europa gibt. Es ist vielmehr ein Konglomerat von Dienst-, Werk-, Lizenz- und Gesellschaftsverträgen. Als Einzelprobleme seien hier nur der Gebietsschutz, gemeinsame (abgesprochene) Preise oder die Scheinselbständigkeit genannt. Besonders der Gebietsschutz stellt einen Ursprung möglicher intraorganisatorischer, politischer Konflikte zwischen einzelnen Kooperationspartnern dar. Die Erweiterung des Netzwerkes verlangt möglicherweise auch neue Gebietszuordnungen. Einige „Platzhirsche“ könnten versuchen die Aufnahme neuer Partner zu verhindern, da dies für sie ein Volumenrückgang bedeuten würde.
Politische Barrieren innerhalb der Leistungserstellung ergeben sich vor allem beim Teilprozess Transport. Hier führen unterschiedliche Regelungen und Vorschriften bei der Wahl und der Nutzung von verschiedenen Verkehrsträgern sowie die formale Überwindung von politischen Grenzen zu einer Vielzahl von Problemfeldern.
Die Gewichte und Abmessungen für Verkehrsmittel sind seit 1985 von den EU beschlossen und weitestgehend umgesetzt worden. Diese beziehen sich jedoch nur auf den grenzüberschreitenden Verkehr und lassen im Rahmen des Subsidiaritätsprinzips nationale Regelungen zu. Bis zum Jahr 2005 werden auch bei Transporten mit der Schweiz die einheitlichen Gewichtsbeschränkungen akzeptiert, so dass die Gewichtsbeschränkung von 38 Tonnen in der Schweiz dann bei der Planung von Transportströmen nicht mehr zu beachten ist. Jedoch wird dann voraussichtlich die Wahl des Verkehrsträgers nicht mehr frei wählbar sein, denn seit dem 7. Januar 1998 ist in der Schweizer Verfassung die Aufgabe verbrieft, bis zum Jahr 2004 den Gütertransitverkehr von der Straße auf die Schiene zu verlegen. Der von der EU ausgehandelte Kompromiss mit der Schweiz, der mit einer starken Steigerung der Gebührenzahlung für Transporte erkauft worden ist, wird dann wohl obsolet werden.
Weiterhin ist die freie Wahl der Frachtführer nicht immer gegeben. Während mit der Freigabe des Kabotageverkehrs innerhalb der EU freier Wettbewerb unter den Frachtführern herrscht, sind beispielsweise Transporte von Einzelteilen aus Deutschland, die für die Vormontage in Polen bestimmt sind, genehmigungspflichtig und daher überwiegend in deutscher und nicht in polnischer Hand.
Die politisch-rechtlichen Vorschriften haben einen sehr starken Einfluss auf die Planung und Gestaltung von Stückgutverkehren, die jedoch kalkulierbar und daher von den jeweiligen Betreibern planbar sind. Überhöhte Anforderungen an den Lieferservice durch die verladende Wirtschaft könnten mit klarer Kommunikation dieser speziellen Barrieren zwar nicht vermieden, jedoch entgegengewirkt werden.
Die wesentliche politisch-rechtliche Barriere bei Osteuropaverkehren ist immer noch die Zollbarriere, mit ihren beiden für den Transport relevanten Komponenten Zollabwicklung und Wartezeit. Während die eigentliche Zollabwicklung für Transporte in die Visegrád-Staaten durch den Beitritt zur Konvention zum grenzüberschreitenden Warenverkehr zum 1. Juli 1996 und dem damit verbundenen vereinfachten Versandverfahren umgänglicher geworden ist, verhindern unterschiedliche Definitionen, Sicherheitsleistungen und ein ausgeprägter Zollformalismus eine rasche Abfertigung in die anderen Länder Osteuropas. Besonders hier wird von abenteuerlich erscheinenden Zollabfertigungen berichtet; so wurde zum Beispiel das Zollamt von St. Petersburg letztes Jahr kurzfristig geschlossen, da die Soll-Anzahl der Abfertigungen für die Woche schon erreicht war.
Neben der eigentlichen Abfertigungszeit, die bei Verkehren in die Visegrád-Staaten aufgrund des vereinfachten Versandverfahrens nur etwa 15 Minuten beträgt, liegt die Wartezeit an der Grenze erheblich darüber. Dies liegt vor allem daran, dass es keine Trennung des Warenverkehrs (Einfuhr/Transit in die Visegrád-Staaten/CEFTA) an der Grenze gibt, und somit die zeitlichen Vorteile einer Abfertigung am Versand und Empfangsort zunichtegemacht werden. Gerade wegen dieser Wartezeiten können bei Verkehren nach Osteuropa keine Laufzeitgarantien, wie sie in westeuropäischen Verkehren üblich sind, gegeben werden.

#### Technische Barrieren
Technische Barrieren wie etwa unterschiedliche Stromnetze oder Spurweiten bei der Bahn sind für die Durchführung paneuropäischer Stückgutverkehre immer seltener von Bedeutung. Auf der einen Seite findet der überwiegende Teil der Stückgutverkehre im Güterkraftverkehr statt, auf der anderen Seite sind durch technische Innovationen diese Barrieren weitestgehend überwunden.
Eine stärkere Bedeutung haben technische Barrieren sowohl in Form von fehlenden oder unterschiedlichen Standards in den europäischen Ländern allgemein als auch in den jeweiligen Länderorganisationen der Kooperationen und Konzerne im Speziellen. Zur Gestaltung effizienter Stückgutverkehre sind moderne Informations- und Kommunikationstechnologien (IuK) wie Online-Datennetze, EDI, Mobil- und Festnetzkommunikation, Identifikationssysteme (Barcodes, Transponder) und Ortungssysteme (GPS, Bordcomputer) zur Transportabwicklung sowie Fahrzeug- und Sendungsverfolgung notwendig. Während die Infrastrukturprobleme für Kommunikationssysteme in den Visegrád-Staaten zumindest in den Wirtschaftszentren behoben sind, fehlt in ländlichen Regionen und den restlichen Staaten Osteuropas eine ausreichende Kommunikationsinfrastruktur. Die unternehmensbezogene Nutzung von neuen IuK, vor allem für die Sendungsverfolgung, ist sehr unterschiedlich zu beurteilen. Tracking & Tracing-Systeme werden von fast allen Betreibern systemgeführter Stückgutverkehre online angeboten. Jedoch kann über die Qualität dieser Systeme, vor allem über den Umfang und den Zeitversatz der Meldungen, keine Aussage getroffen werden. Auch ist weiterhin anzunehmen, dass eine Verfolgung von Sendungen nach Mittel- und Osteuropa zurzeit nicht online möglich ist, da beispielsweise die größte Kooperation für Stückgutverkehre nach Osteuropa, die ILS, dieses im Gegensatz zu ihren nationalen und westeuropäischen Schwesterunternehmen nicht anbietet. Aufgrund der hohen Investitionen für solche Systeme stellt das relativ geringe Aufkommen eine Kostenbarriere dar, die den effizienten Einsatz derzeit nicht ermöglicht. Bei Verkehren in westeuropäische Regionen liegt das Problem weniger in der technischen Infrastruktur, als vielmehr in der proprietären Gestaltung der Systeme in den einzelnen Länderorganisationen in der Vergangenheit.
Weitere technische Barrieren für eine effiziente Abwicklung von Stückgutverkehren ergeben sich aus der Heterogenität der Güter und den damit verbundenen Schwierigkeiten bei einer Automatisierung der Umschlagprozesse. Während bei den Integrators durch einen vollautomatischen Umschlag Geschwindigkeit und Kostenvorteile erzielt werden können, liegt das Problem bei den Stückgutverkehren in den Unterschieden in den Sendungsvolumen, -gewichten und dem entsprechenden Handling und der ineffizienten Ausnutzung von Paletten- und Fahrzeugkapazitäten.
Durch einheitliche Transportbehälter, die als logistische Einheiten für Stückgüter am Markt etabliert werden müssten, könnte eine Effizienzsteigerung erreicht werden. Variable, modular aufgebauter Ladungsträger ermöglichen eine kundenreine Verdichtung der Stückgutladung und eine bessere Handhabung. Steckbare und zusammenlegbare Ladungsträger erlauben die Bildung von Drittel-, Halb- und Vollpaletten. In modularen Wechselbehältern werden diese dann relationsbezogen auf üblichen Trägerfahrzeugen befördert und können durch automatische Förderanlagen umgeschlagen werden.
Technische Barrieren können aber auch so interpretiert werden, dass der Organisationsablauf ebenfalls hierunter subsumiert werden kann. Aufgrund des Problems der kritischen Masse, werden Stückgüter in aufkommensschwache Gebiete häufig über verschiedene Gateknoten abgewickelt. Während etwa im Schenker-Netz durch die Postleitzahl des Versenders der Lauf der Sendung im Netz bestimmt ist, wird bei einigen Kooperationen eine individuelle Route geplant. Vor allem wenn ein zusätzlicher, gegen die eigentliche Fahrtrichtung gerichteter, innerdeutscher Transport stattfinden muss, kann sich die Laufzeit um einen halben bis einen Tag erhöhen. Findet kein Abstimmung der Fernverkehre auf die Zubringerverkehre statt (da diese im separaten Binnennetz befördert und als Zubringer nicht identifiziert werden) sind zusätzliche „Wartezeiten“ des Stückgutes gut möglich.

#### Sprach- und kulturelle Barrieren
Die Bedeutung von Sprach- und kulturelle Barrieren sind nur schwer zu beurteilen. Verschiedene Modelle versuchen durch Konstrukte wie etwa die kulturelle Distanz die geographische Distanz und die kulturelle Distanz zu unterscheiden und zu operationalisieren. Besonders in Grenzregionen sind solche Distanzen schwächer ausgeprägt. So wird etwa der Kleingutmarkt/Stückgutmarkt in Bayern und Sachsen überwiegend von tschechischen Unternehmern mit Kleintransportern abgewickelt, da sprachliche Barriere nicht vorhanden sind, beziehungsweise die Einsparungen größer sind als die Kosten für die Überwindung der Barriere (Transaktionskostentheorie). Häufig sind die in Grenzregionen gesprochenen Dialekte sprachwissenschaftlich verwandter als die Sprachen selbst und kulturelle Unterschiede nicht so stark ausgeprägt. Trotzdem sollte der kulturelle Unterschied in Europa nicht vernachlässigt werden.

## Zusammenfassung und Entwicklungstendenzen
Die Problemfelder paneuropäischer Stückgutverkehre sind auf drei Ebenen zu finden. Die volkswirtschaftliche, meist die Infrastruktur und ordnungspolitische Rahmenbedingungen betreffende Komponente wird sich durch den politischen Prozess der Deregulierung und Harmonisierung weiter entschärfen.
Die strategische Ebene, die Gestaltung von Netzwerken, hängt wesentlich von der Anzahl der Knoten und Kanten sowie dem Volumen ab. Hier wird sich durch einen harten Verdrängungswettbewerb die Anzahl der Anbieter stark reduzieren. Die hohen Marktaustrittsbarrieren vor allem eigentümergeführter, mittelständischer Unternehmen, die sich nicht auf eine Nischenstrategie konzentrieren, könnten zu einer langanhaltenden Konsolidierung der Anbieter und somit einer weiterhin schlechten Performance der Netzwerke zur Folge haben.
Die Bildung gemeinsamer Aufbau- und Ablauforganisationen in den dezentralen Niederlassungen der Konzernspeditionen und bei den lokalen Partnern der Kooperationen stellt die eigentliche betriebswirtschaftliche Herausforderung dar. Nur derjenige, dem es gelingt seine Leistungsfähigkeit signifikant zu steigern und sein Angebot paneuropäischer Verkehre in ein System komplexer Distributions- und Beschaffungsvorgänge zu integrieren, kann im Wettbewerb bestehen.
Neben den, durch Kommunikationsbarrieren entstehenden Hindernissen, ist die Voraussetzung für die Leistungsfähigkeit von Stückgutverkehren vor allem auch die starke Bündelung auf Seiten der Betreiber der Netze, die nur dann erreicht werden kann, wenn in das System eine ausreichende, kritische Masse eingespeist wird. Hier zeigt sich der Teufelskreis von Angebot und Nachfrage besonders deutlich. Solange die Leistungsfähigkeit auf Seiten der Betreiber nicht merklich gesteigert wird, wird das System von den Versendern nicht genutzt werden. Auf der anderen Seite werden Verlader, die in das System ihre Sendungen einspeisen durch die auf einigen Relationen unzureichenden Leistungen enttäuscht.
Um diese Problematik zu umgehen konsolidiert der Versender seine Sendungen häufig selber, um diese als Teilladungen an den Markt abgeben zu können. Bei der Konsolidierung werden zusätzliche Lagerkosten oder schwer zurechenbare Kosten durch suboptimale Produktionsprogramme zugunsten einer höheren Leistungsfähigkeit des Verkehrssystems in Kauf genommen. Die Bündelung ist aber nicht die nationalökonomische Aufgabe der Versender, sondern die der Spediteure.
Nicht als vollständige Alternative, sondern als Ergänzung zu bestehenden Systemen, können Frachtenbörsen und hier besonders auf Stückgüter spezialisierte Börsen sein.
Eine andere Entwicklungstendenz ist die horizontale Kooperation von Herstellern im Rahmen der Distribution. Unter dem Stichwort des „kooperativen Wettbewerbs“ können im Rahmen von Beschaffungs- oder Distributionskonzepten Bündelungsvorteile und Synergieeffekte erzielt werden. Als Beispiel ist die seit 1995 operativ tätige PharmLog, eine zur Gründungszeit bestehende Kooperation aus führenden Pharmakonzernen Deutschlands, zu nennen.
Die logistischen Dienstleister und die Betreiber von paneuropäischen Stückgutverkehren sind gefordert, selbst solche Konzepte auszuarbeiten und anzubieten, denn als „neutraler Betreiber“ liegt hier ihr Vorteil in der Unbefangenheit.